# Kyritzischer Kreis
Der Kyritzische Kreis, auch Kreis Kyritz, war ein markbrandenburgischer Kreis in der Prignitz, der sich im Verlauf des 16. Jahrhunderts herausgebildet hatte und bis 1816 Bestand hatte. Der größte Teil wurde in der damaligen Verwaltungsreform zusammen mit den größeren Teilen des Wittstockischen und des Pritzwalkischen Kreises zum Kreis Ostprignitz vereinigt. Lediglich Darsikow kam zum Kreis Ruppin.

## Geographische Lage
Der Kyritzische Kreis bestand aus vier nicht zusammenhängenden Teilen, wobei der westliche und östliche Teil jeweils nur aus einem Dorf bestand, die besser als Exklaven bezeichnet werden. Die westliche Exklave (Vehlin) war vom Pritzwalkischen, Havelbergischen und Plattenburgischen Kreis umgeben. Die östliche Exklave grenzte im Westen an den Wittstockischen Kreis, im Norden und Süden an mecklenburgische Exklaven und im Osten an den Ruppinschen Kreis. Der Hauptteil lag um und vor allem nördlich der Stadt Kyritz. Er grenzte im Norden an den Wittstockischen Kreis, im Osten an mecklenburgische Exklaven und den Ruppinschen Kreis, im Süden an den Havelbergischen, und Plattenburgischen Kreis sowie an eine Exklave des Pritzwalkischen Kreis, und im Westen an den Havelbergischen und Pritzwalkischen Kreis. Der südliche Teil, eine größere Exklave bestehend aus zehn Dörfern und Vorwerken lag umgeben vom Havelbergischen, Plattenburgischen und Ruppinschen Kreis.

## Geschichte
Der Kyritzische Kreis bestand zur Mehrheit aus Dörfern im adligen Besitz um Stadt Kyritz. Die Adelsgeschlechter mit dem größten Grundbesitz im Kreis waren die von Blumenthal, die von Klitzing und die von Warnstedt.

## Zugehörige Orte
Die folgende Liste wurde nach Bratring (1804) zusammengestellt:
- Kyritz, Stadt
- Babe (Vorwerk) (heute ein Wohnplatz von Neustadt (Dosse)). Vor 1725 wurde hier ein Vorwerk oder Meierei eingerichtet.
- Bantikow (Dorf und Gut) (heute ein Ortsteil der Gemeinde Wusterhausen (Dosse))
- Barenthin (Dorf) (heute ein Ortsteil der Gemeinde Gumtow)
- Barenthin, Schäferei, nebst 2 Kolonisten, auf der wüsten Feldmark Barenthin, zu Königsberg gehörig (unklar, heute Wüsten-Barenthin?)
- Wüsten-Barenthin (Büdner Etablissement) (heute Wohnplatz der Gemeinde Heiligengrabe). Das Dorf war im 15. Jahrhundert wüst gefallen. 1753 wurden hier 8 Büdner angesetzt, 1754 ein Vorwerk eingerichtet.
- Berlitt (Dorf und Gut) (heute ein Ortsteil der Stadt Kyritz)
- Blumenthal (Dorf) (heute Ortsteil der Gemeinde Heiligengrabe)
- Bork (Borck, Dorf) (heute ein Ortsteil der Stadt Kyritz)
- Borcksche Mühle, Wassermühle, nahe bei Lellichow (existiert nicht mehr, lag am Weg von Bork nach Lellichow, am Übergang über die Klempnitz)
- Brüsenhagen (Briesenhagen, Dorf) (heute ein Gemeindeteil von Gumtow)
- Christdorf (Dorf) (heute ein Ortsteil von Wittstock/Dosse)
- Dahlhausen (Thalhausen, Dorf und Gut) (heute ein Ortsteil von Heiligengrabe)
- Darsikow (Darsickow, Dorf und Gut) (heute ein Wohnplatz der Gemeinde Temnitzquell)
- Demerthin (Demertin, Dorf und Gut) (heute ein Ortsteil der Gemeinde Gumtow)
- Lüttkendosse (Lütten-Dosse, Meierei) (heute ein Wohnplatz der Stadt Wittstock/Dosse). Das mittelalterliche Dorf war schon vor 1375 wüst gefallen. Einige Jahre vor 1800 wurde hier eine Meierei eingerichtet.
- Drewen (Dorf und Gut) (heute ein Ortsteil der Stadt Kyritz)
- Fretzdorf (Dorf und Gut) (heute ein Ortsteil der Stadt Wittstock/Dosse)
- Gantikow (Gantickow, Gantckow, Dorf und Gut) (heute ein Ortsteil der Stadt Kyritz)
- Ganz (Gans, adliges Gut) (heute ein Ortsteil der Stadt Kyritz)
- Grabow bei Blumenthal (Dorf und Gut) (heute ein Ortsteil von Heiligengrabe)
- Helenenhof (Vorwerk) (heute ein Wohnplatz im Ortsteil Roddahn der Stadt Neustadt (Dosse))
- Holzhausen (Dorf und Gut) (heute ein Ortsteil der Stadt Kyritz)
- Horst (adliges Gut) (heute ein Gemeindeteil im Ortsteil Blumenthal, der Gemeinde Heiligengrabe)
- Joachimshof (Jochenshof, Vorwerk) (heute ein Gemeindeteil von Breddin)
- Karnzow (Karntzow adliges Gut) (heute ein Wohnplatz der Stadt Kyritz)
- Karstedtshof (Vorwerk) (heute ein Wohnplatz im Ortsteil Christdorf, Stadt Wittstock (Dosse)). Das Vorwerk wurde 1752/3 eingerichtet.
- Kattenstiegmühle (Kattenstiegsmühle, Wassermühle) (heute ein Wohnplatz im Ortsteil Königsberg, Stadt Kyritz). Hier ist seit ca. 1470 fortlaufend eine Wassermühle nachgewiesen.
- Königsberg (Dorf und Gut)  (heute ein Ortsteil der Gemeinde Heiligengrabe)
- Kötzlin (Dorf und Gut) (heute ein Ortsteil der Stadt Kyritz)
- Kuckucksmühle (Wassermühle) (heute ein Wohnplatz im Ortsteil Grabow bei Blumenthal, Gemeinde Heiligengrabe). Hier ist seit Mitte des 16. Jahrhunderts eine Wassermühle bezeugt. Ab 1840 wurde hier eine Papiermühle betrieben.
- Lellichow (Lellchow, Kolonie) (heute ein Ortsteil der Stadt Kyritz). Um 1699 wurde hier (wieder) eine Wassermühle errichtet, 1731 kam ein Vorwerk hinzu und 1776/7 eine Büdnerkolonie. Der Ort gehörte zum Amt Wittstock.
- Lohm (Lohme, Dorf und 2 Güter) (heute ein Gemeindeteil von Zernitz-Lohm)
- Mechow (Dorf und Gut) (heute ein Ortsteil der Stadt Kyritz)
- Neuendorf
- Rehfeld (Dorf und Gut) (heute ein Ortsteil der Stadt Kyritz)
- Roddahn (Rodahn, adliges Gut) (heute ein Ortsteil von Neustadt (Dosse)). Bei einem Rittersitz wurden 1782/83 6 Büdnerstellen eingerichtet.
- Rosenwinkel (Rosenwinckel, Dorf und Gut) (heute ein Ortsteil von Heiligengrabe)
- Rüdow (Rudowsche Mühle, Wassermühle an der Jägelitz, zwischen Drewen und Kyritz, auf der wüsten Feldmark Rötken) (heute ein Wohnplatz der Stadt Kyritz). Seit 1516 ist hier eine Wassermühle bezeugt.
- Sechzehneichen (Sechzehneichen, Kolonie) (heute ein Ortsteil der Gemeinde Wusterhausen/Dosse). Im Mittelalter stand hier das Dorf Ebelgünne, das früh wüst fiel. 1783/4 wurden hier 20 Büdnerstellen in zehn Doppelwohnhäusern geschaffen.
- Sophiendorf (Koloniedorf) (heute ein Gemeindeteil von Breddin). 1776/78 wurden hier 23 Kolonistenstellen mit je 50 Morgen Land angelegt.
- Stolpe (Erbpachtsvorwerk und Kolonie) (heute ein Wohnplatz der Stadt Kyritz). 1691 existierte hier auf der wüsten Feldmark Stolp eine Schäferei. Die Ruinen der alten Kirche waren noch vorhanden. Um 1775 kam eine Wassermühle hinzu. 1800 war daraus ein Vorwerk und eine Kolonie mit 4 Kolonisten geworden.
- Tornow (Dorf und Gut) (heute ein Ortsteil der Stadt Wusterhausen/Dosse)
- Vehlin (Vellin, Dorf) (heute ein Ortsteil der Gemeinde Gumtow)
- Vehlow (Dorf und Gut) (heute ein Ortsteil der Gemeinde Gumtow)
- Vierradenmühle, Wassermühle vor der Stadt Kyritz vor dem Wusterhauser Thor (existiert nicht mehr, in Kyritz aufgegangen)
- Voigtsbrügge (Voigtsbrüggen, Vorwerk) (heute Wohnplatz in der Gemeinde Breddin). Um 1764 war hier ein Vorwerk angelegt worden.
- Vollmersdorf (heute ein Wohnplatz der Stadt Kyritz). Um 1800 entstanden hier 2 Höfe.
- Wulkow (Wulckow, Dorf und Gut) (heute ein Ortsteil der Gemeinde Wusterhausen (Dosse))
- Wutike (Wuticke, Dorf und Gut) (heute ein Ortsteil der Gemeinde Gumtow)

In der Kreisreform von 1816/7 wurde der größte Teil des Kyritzischen Kreises mit den größeren Teilen der Wittstockische und Pritzwalkische Kreis zum Kreis Ostprignitz vereinigt. Lediglich die Exklave Darsikow kam zum Kreis Ruppin. Ein kleiner Teil des Havelbergischen und ein sehr kleiner Teil des Perlebergischen Kreises kamen ebenfalls zum Kreis Ostprignitz.